# Hückelhoven

Hückelhoven est une commune de Rhénanie-du-Nord-Westphalie (Allemagne), située dans l'arrondissement de Heinsberg, dans le district de Cologne, dans le Landschaftsverband de Rhénanie.

## Personnalités liées à la ville
- Hans-Heinrich Sievert (1909-1969), athlète né au manoir de Grittern.
- Thomas Jahn (1965-), réalisateur né à Hückelhoven.